# Alexander Frenz
Alexander Frenz (Rheydt, 13 ottobre 1861 – Düsseldorf, 1941) è stato un pittore tedesco.

## Biografia
Uno dei più abili studenti dell'Accademia di Düsseldorf (denominata poi Kunstakademie Düsseldorf), divenne un esponente della scuola di pittura di Düsseldorf.

## Opere
- Illustration zu Chamberlains: Richard Wagner, Tusche auf Karton, 1895, im Nationalarchiv der Richard-Wagner-Stiftung Bayreuth
- Engelbert Humperdinck: Junge Lieder. No. 6, mit symbolischen Zeichnungen von Alexander Frenz, veröffentlicht im „Trifolium 1898
- Eufemia von Adlersfeld-Ballestrem: Kaiserin Augusta - Ein Lebensbild. Mit Porträts, geschichtlichen Illustrationen und *Zeichnungen von Alexander Frenz. Erste Ausgabe. Berlin, Grotesche Verlagsbuchhandlung, 1902. 318 S
- Enthauptung Johannes des Täufers, Öl auf Leinwand, 1904, Reiff-Museum Aachen
- Die Begegnung Dantes mit Beatrice, 1911, Clemens-Sels-Museum,